# Henricus Liberti
Henricus Liberti of Hendrik van Groeninghen (Groningen, ca. 1610(?) - Antwerpen, 1669) was een barokcomponist, als organist verbonden aan de Onze-Lieve-Vrouwekathedraal in Antwerpen.

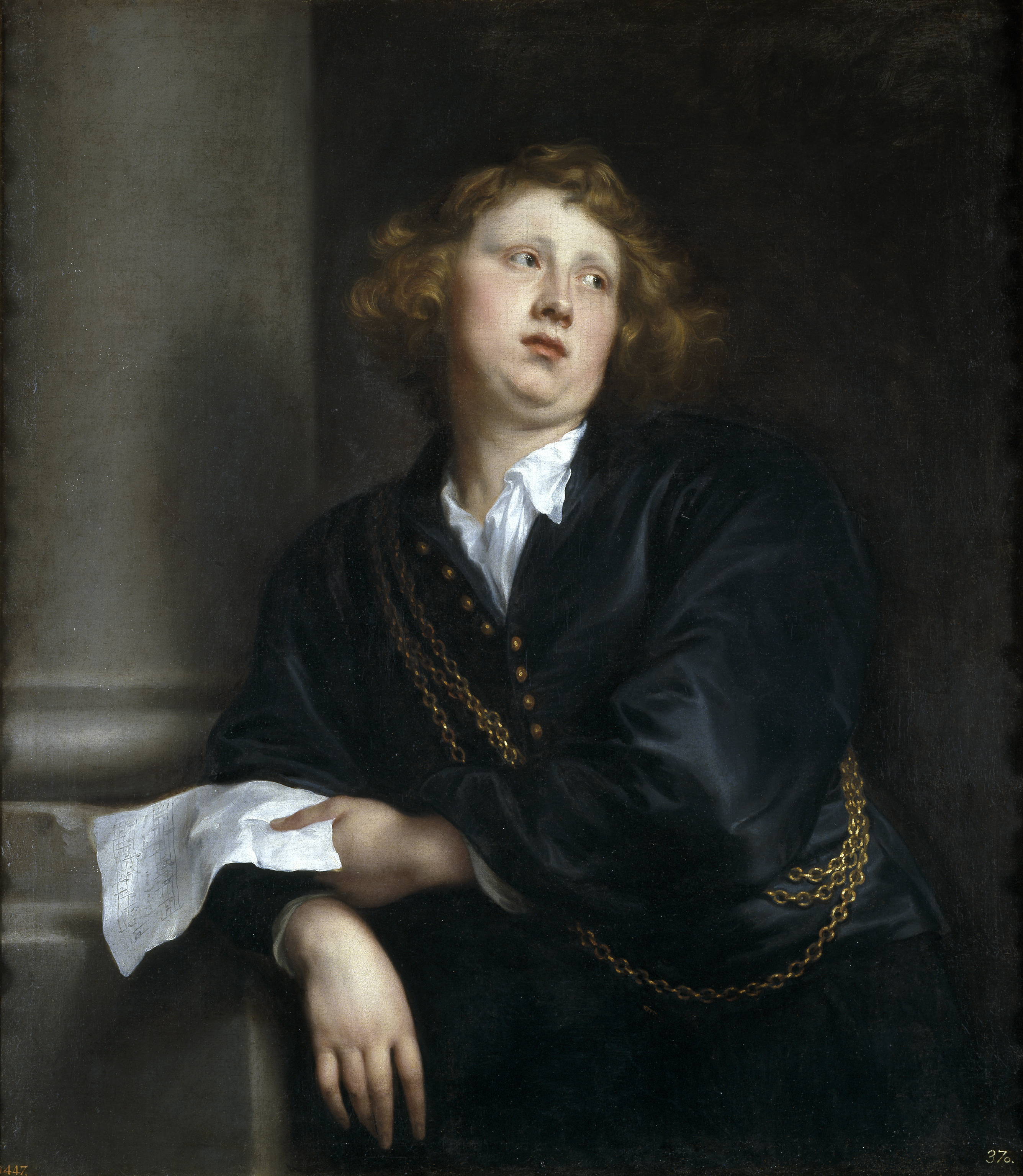
Portret van Henricus Liberti door Antoon van Dyck, waarschijnlijk geschilderd in de periode 1627/1632, Madrid, Prado

Liberti was eerst als zanger en vanaf 1628 ook als opvolger van John Bull tot zeker 1661 als organist verbonden aan de kathedraal van Antwerpen. Mogelijk was hij daar in 1617 al koorknaap.
Liberti componeerde voornamelijk vocale muziek, waaronder enkele zogenaamde Cantiones Natalitiae, kerstliederen op Nederlandse en Latijnse tekst, uitgegeven in Antwerpen.
Zijn wereldlijke lied Confratres wy sijn by een versaemt is opgenomen in de liedbundel Vermaeckelycke Duytsche Liedekens Met III. IV. V. Stemmen, Van verscheyden Vermaerde Meesters van desen tijdt, By Een Vergadert Door Joannes Baptista Halbos, Op-Ghedraghen Aen Myn Heere, Myn Heere Adrianus Van Alphen, Canonick inde Collegiale Kercke van S. Peeter tot Turnhout. De baspartij van deze bundel is bewaard gebleven in de Stadsbibliotheek van Oudenaarde. Ondanks de opdracht aan Van Alphen die van 7 september 1655 dateert, is de bundel pas in 1663 in Antwerpen uitgegeven bij de erfgenamen van Petrus Phalesius.
Alle bekende werken van Liberti zijn incompleet of verloren gegaan. Enkele Cantiones Natalitiae, opgenomen in slechts gedeeltelijk overgeleverde uitgaven, werden door musicoloog Rudolf A. Rasch echter gereconstrueerd en gepubliceerd, waarna een aantal ervan door oudemuziekensembles werden uitgevoerd en opgenomen.
Antoon van Dyck schilderde Liberti’s portret, waarschijnlijk omstreeks 1630, in zijn tweede Antwerpse periode. Een door Van Dyck geëtst portret verscheen ook in diens Iconografie met portretten van beroemde tijdgenoten. Van Dycks oorspronkelijke geschilderde portret zou in de verzameling van koning Karel I van Engeland een plaats hebben gehad naast dat van de eerste Master of the King’s Music, Nicholas Lanier, in de Bear Gallery van het Londense Palace of Whitehall. Sinds 2014 is het schilderij eigendom van The Phoebus Foundation. Kopieën van het schilderij, uit het atelier van Van Dyck, of door latere schilders, bevinden zich in de Alte Pinakothek in München, in het Museo Nacional del Prado in Madrid en in het Rijksmuseum in Amsterdam.
- Biblioteca Nacional de España: XX5077476
- Bibliothèque nationale de France: cb14802334q (data)
- Gemeinsame Normdatei: 173872131
- International Standard Name Identifier: 0000 0000 8158 2460
- Library of Congress Control Number: n87902998
- MusicBrainz: 5f7e1062-49a6-480d-9c22-1c0c6b1950d6
- Nederlandse Thesaurus van Auteursnamen: 071132899
- Système universitaire de documentation: 264765885
- Virtual International Authority File: 305409800
- WorldCat: E39PBJwRXQ7t8GF9YtkKvGJdQq